# Panicum sumatrense
Panicum sumatrense är en gräsart som beskrevs av Albrecht Wilhelm Roth. Panicum sumatrense ingår i släktet vipphirser, och familjen gräs. IUCN kategoriserar arten globalt som livskraftig. Inga underarter finns listade i Catalogue of Life.

## Bildgalleri

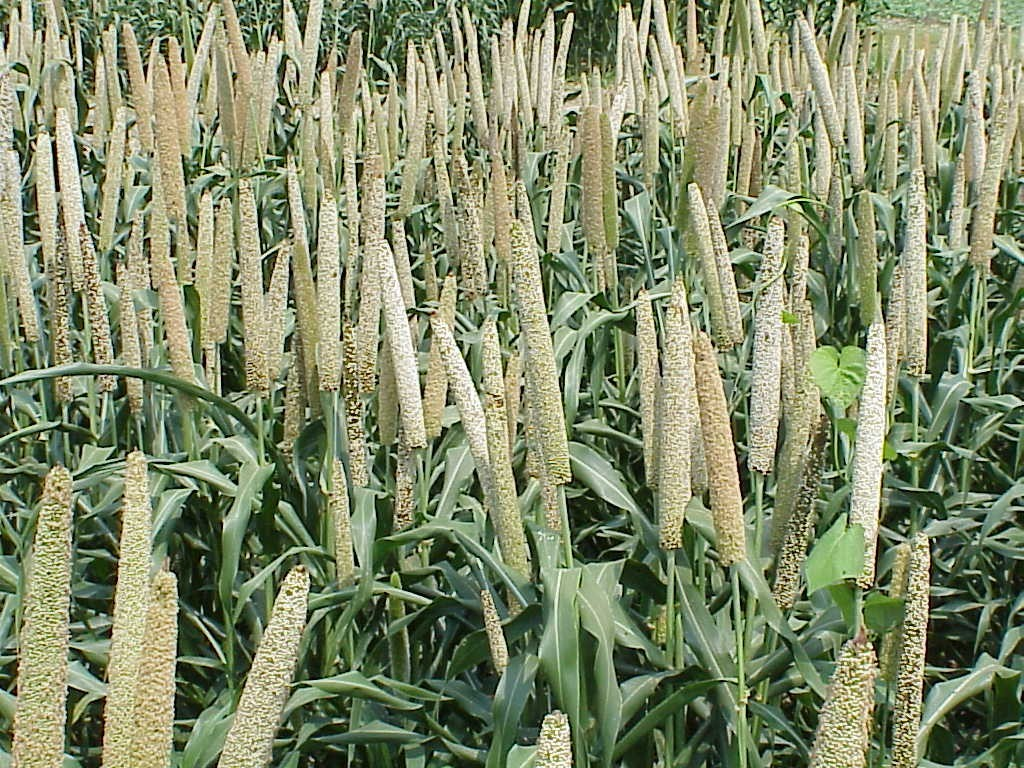
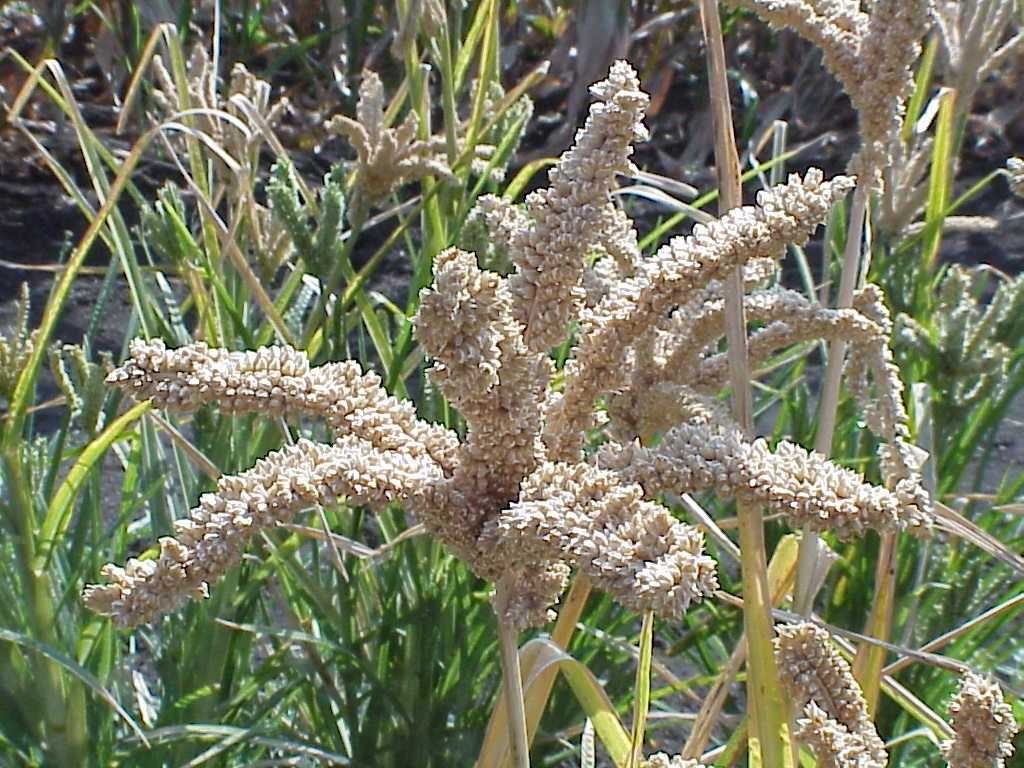
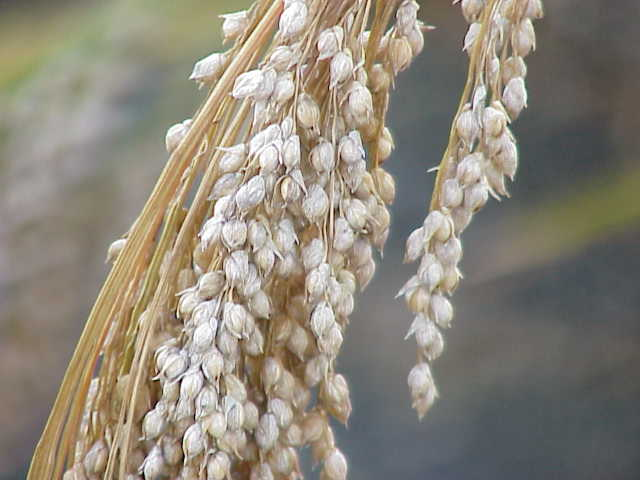
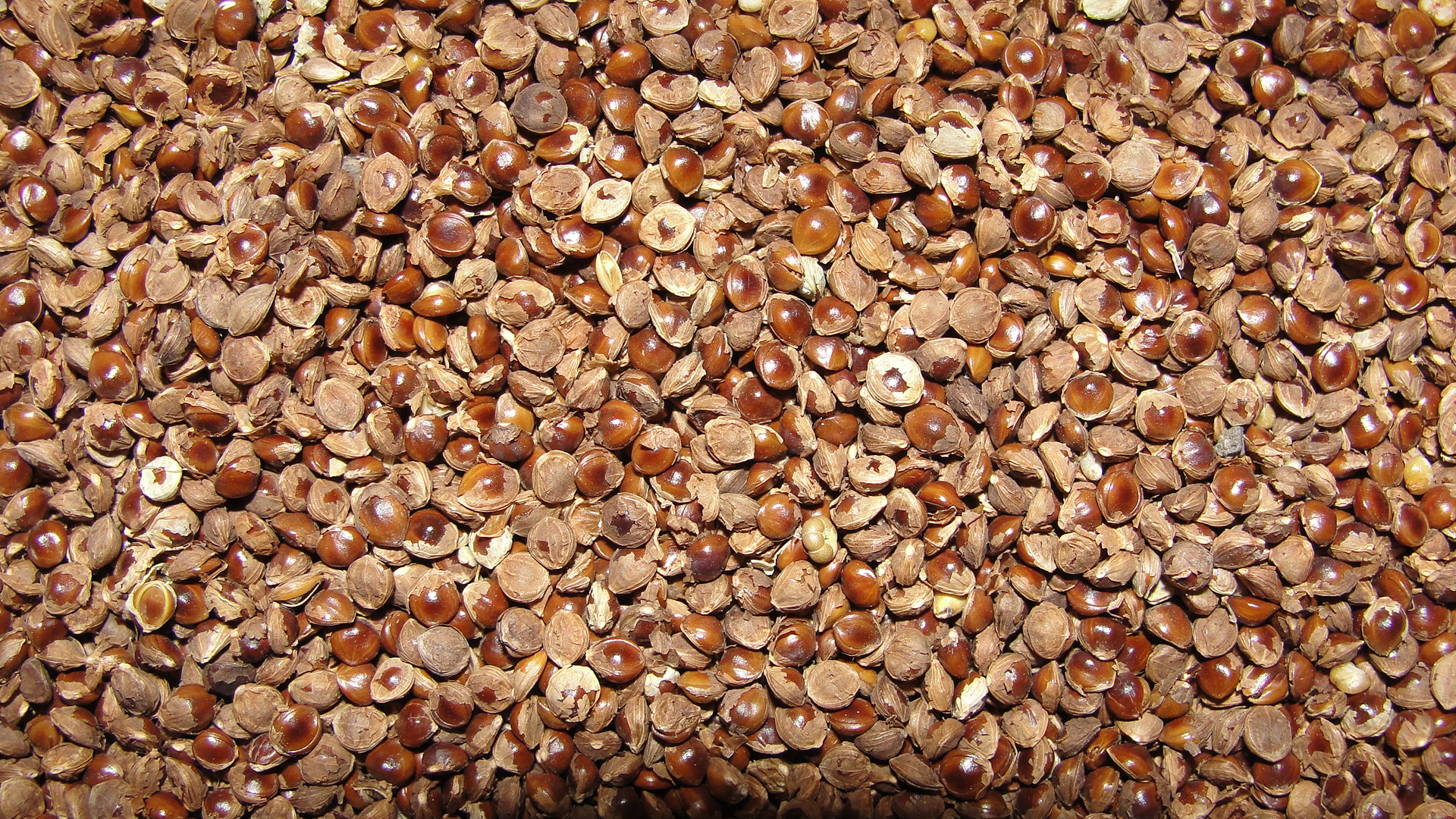
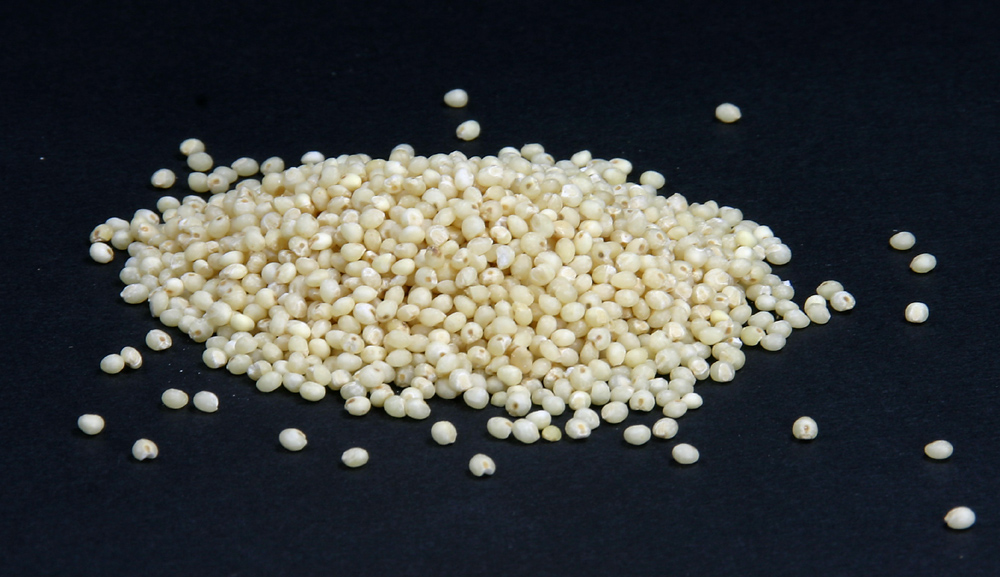